# Cobb (Califòrnia)
Cobb és una concentració de població designada pel cens dels Estats Units a l'estat de Califòrnia. Segons el cens del 2000 tenia 1.638 habitants.

## Demografia
Segons el cens del 2000, Cobb tenia 1.638 habitants, 637 habitatges, i 456 famílies. La densitat de població era de 129,1 habitants/km².
Dels 637 habitatges en un 32,8% hi vivien nens de menys de 18 anys, en un 58,1% hi vivien parelles casades, en un 8,6% dones solteres, i en un 28,3% no eren unitats familiars. En el 20,9% dels habitatges hi vivien persones soles el 4,6% de les quals corresponia a persones de 65 anys o més que vivien soles. El nombre mitjà de persones vivint en cada habitatge era de 2,56 i el nombre mitjà de persones que vivien en cada família era de 2,95.
Per edats la població es repartia de la següent manera: un 26,7% tenia menys de 18 anys, un 5,4% entre 18 i 24, un 26,2% entre 25 i 44, un 30% de 45 a 60 i un 11,8% 65 anys o més.
L'edat mediana era de 41 anys. Per cada 100 dones de 18 o més anys hi havia 101,5 homes.
La renda mediana per habitatge era de 53.182 $ i la renda mediana per família de 65.938 $. Els homes tenien una renda mediana de 60.473 $ mentre que les dones 28.125 $. La renda per capita de la població era de 22.779 $. Entorn del 8,2% de les famílies i el 14,3% de la població estaven per davall del llindar de pobresa.

## Poblacions més properes
El següent diagrama mostra les poblacions més properes.